# Tayeb Benkhelfallah
Tayeb ElHadi BenKhelfallah , né le 18 janvier 1970 , est un joueur de volley-ball algérien,

## Clubs
| Club                 | De        | À         |
| -------------------- | --------- | --------- |
| Montpellier          | 1993-1994 | 1993-1994 |
| Ajaccio              | 1997-1998 | 1998-1999 |
| Club Africain        |           |           |
| CAC Alès en Cévennes |           | 2005-2006 |

## Palmarès

### Équipe nationale
Jeux olympiques
- Jeux olympiques  de 1992 à Barcelone ( Espagne)

Championnat du monde
- 13e en 1994 ( Grèce)
- 22e en 1998 ( Japon)

Coupe du monde
- 9e en 1991 ( Japon)

Championnat d'Afrique
- Médaille d'or au Championnat d'Afrique 1991 ( Égypte)

- Médaille d'or au championnat d'Afrique 1993 ( Algérie)

Jeux Africains
- Médaille d'or aux Jeux africains de 1991  ( Égypte)

Autres
- 8e aux Jeux méditerranéens de 1991 (Athènes,  Grèce)
- 5e aux Jeux méditerranéens de 1993 (Languedoc Roussillon,  France)
- 8e aux Jeux méditerranéens de 1997 (Bari,  Italie)

- Championnats du monde universitaire 1991(Sheffield, UK)
- Championnats du monde universitaire 1993(Buffalo, USA)
- Championnats du monde universitaire 1997(Catane, Italie)